# Franziska Gude
Franziska Gude (Hannover, 19 maart 1976) is een voormalig hockeyster uit Duitsland. Met de Duitse nationale hockeyploeg nam zij tweemaal deel aan de Olympische Spelen (2000 en 2004). In 2004 won Gude met de Duitse ploeg de gouden medaille.

## Erelijst
- 1999 –  Europees kampioenschap in Keulen
- 1999 –  Champions Trophy in Brisbane
- 2000 –  Champions Trophy in Amstelveen
- 2000 – 7e Olympische Spelen in Sydney
- 2002 – 7e Wereldkampioenschap in Keulen
- 2003 –  Europees kampioenschap in Brisbane
- 2004 –  Olympische Spelen in Athene

- Gemeinsame Normdatei: 17357002X
- International Standard Name Identifier: 0000 0003 5753 3134
- Virtual International Authority File: 196351150
- WorldCat: E39PBJvRPY3cbYH3VVKqfgy8G3